# Mari Okada
Mari Okada (岡田 麿里?, Okada Mari; Chichibu, 1976) è una sceneggiatrice, regista e fumettista giapponese.
Autrice prolifica, è nota per il suo lavoro di scrittura nelle serie animate Black Butler, Ano hana e il lungometraggio Kokoro ga sakebitagatterun da. Nel 2011 ha vinto l'Animation Kobe Award, nella categoria individuale, per la sceneggiatura di Ano hana.

## Biografia
Mari Okada è cresciuta a Chichibu, una cittadina rurale che compare anche nelle sue opere come ambientazione delle serie Ano hana e Kokoro ga sakebitagatterun da. Da bambina, essendo vittima di bullismo, cominciò a evitare la scuola per rifugiarsi a casa, diventando in seguito una hikikomori. Grazie al suo talento per la scrittura e al supporto di un insegnante, riuscì comunque a diplomarsi alle scuole superiori e a trasferirsi a Tokyo per frequentare la Amusement Media School, dove si dedicò allo studio della sceneggiatura per videogiochi.
Nel 1996 cominciò a lavorare come sceneggiatrice per manga, videogiochi e audio drama. Nel 1998 venne scelta dal regista Tetsurō Amino per scrivere sei episodi della serie animata DT Eightron (DTエイトロン?), esperienza che determinò la svolta della sua carriera verso la sceneggiatura per gli anime. Lo stesso anno, la Okada propose un soggetto per un suo primo film animato originale, basato sulle sue esperienze da bambina. Il progetto non venne approvato ma la Okada avrebbe poi utilizzato degli elementi di quella storia in alcuni dei suoi lavori successivi.
Negli anni, la sua reputazione nel settore degli anime è cresciuta considerevolmente grazie al suo contributo nella sceneggiatura di numerose serie di successo e, nel 2018, ha esordito anche alla regia con il lungometraggio animato Sayonara no asa ni yakusoku no hana o kazarō (さよならの朝に約束の花をかざろう?), che è stato accolto positivamente dalla critica e si è aggiudicato il premio come miglior film animato al quarantaduesimo Shanghai International Film Festival.

## Opere

### Serie
- Otogi story tenshi no shippo (2001; sceneggiatura)
- Crush Gear Nitro (2003; sceneggiatura)
- Popolocrois (2003; sceneggiatura)
- Kita e (2004; sceneggiatura)
- Rozen Maiden (2004; sceneggiatura)
- Basilisk: I segreti mortali dei ninja (2005; sceneggiatura)
- Canvas 2 ~Niji iro no sketch~ (2005; scenario)
- Animal yokochō (2005; scenario)
- Rozen Maiden: Träumend (2005; sceneggiatura)
- Aria – The Natural (2006; sceneggiatura)
- Simoun (2006; sceneggiatura)
- Sasami - Mahō shōjo club (2006; composizione serie)
- Sasami: Magical Girls Club Season 2 (2006; composizione serie)
- Red Garden (2006; sceneggiatura)
- Mamoru-kun ni megami no shukufuku o! (2006; composizione serie)
- Sketchbook ~full color'S~ (2007; composizione serie)
- Kodomo no jikan (2007; composizione serie)
- True Tears (2008; composizione serie)
- Vampire Knight (2008; composizione serie)
- Vampire Knight Guilty (2008; composizione serie)
- Toradora! (2008; composizione serie)
- Black Butler (2008; composizione serie)
- CANAAN (2009; composizione serie)
- Tatakau shisho (2009; composizione serie)
- Darker Than Black: Gemini of the Meteor (2009; composizione serie)
- Black Butler II (2010; composizione serie)
- Otome yōkai Zakuro (2010; composizione serie)
- Gosick (2011; composizione serie)
- Fractale (2011; composizione serie)
- Hōrō Musuko (2011; composizione serie)
- Ano hana (2011; composizione serie)
- Hanasaku iroha (2011; composizione serie)
- Aquarion Evol (2012; composizione serie)
- Black Rock Shooter (2012; composizione serie)
- Lupin the Third - La donna chiamata Fujiko Mine (2012; composizione serie)
- AKB0048 (2012; composizione serie)
- Zetsuen no tempest (2012; composizione serie)
- Sakura-sō no pet na kanojo (2012; composizione serie)
- AKB0048 next stage (2013; composizione serie)
- Nagi no asukara (2013; composizione serie)
- M3: sono kuroki hagane (2014; composizione serie)
- Selector infected WIXOSS 2014; composizione serie)
- Selector spread WIXOSS (2014; composizione serie)
- Kōfuku Graffiti (2015; composizione serie)
- Mobile Suit Gundam: Iron-Blooded Orphans (2015; composizione serie)
- Kiznaiver (2016; composizione serie)
- Dragon Pilot (2018; sceneggiatura)
- Rinshi!! Ekoda-chan (2019; composizione serie ep. 2)
- Araburu kisetsu no otome-domo yo'' (荒ぶる季節の乙女どもよ。?) (2019; soggetto e sceneggiatura)
- Oni (2022; sceneggiatura)

### OAV
- Red Garden: Dead Girls (2007; sceneggiatura)
- Kodomo no jikan nigakki (2009; composizione serie)
- Kodomo no jikan: kodomo no natsu jikan (2011; composizione serie)
- Rurouni Kenshin: New Kyoto Arc (2011; composizione serie)
- Zetsumetsu Kigu Shōjo Amazing Twins (2013; composizione serie)
- Fuyu no Chikai, Natsu no Matsuri: Takeo no Ookusu (2016; composizione serie)
- Cup's Promise, First Love of Arita (2016; composizione serie)

### Film
- Cinnamon the Movie (2007; sceneggiatura)
- Kokoro ga sakebitagatterun da. (2015; sceneggiatura)
- Selector Destructed Wixoss (2016; soggetto originale)
- Sensei! ...suki ni natte mo ii desu ka? (2017; sceneggiatura)
- Maquia - Decoriamo la mattina dell'addio con i fiori promessi (2018; sceneggiatura e regia)
- Ankoku Joshi (2017; sceneggiatura)
- Sora no aosa o shiru hito yo (2019; sceneggiatura)
- Kimi dake ni motetainda (キミだけにモテたいんだ。?) (2019; sceneggiatura)
- I fiori del male (2019; sceneggiatura)
- A te che conosci l'azzurro del cielo - Her Blue Sky (空の青さを知る人よ?, Sora no aosa o shiru hito yo) (2019; sceneggiatura)
- Miyo - Un amore felino (泣きたい私は猫をかぶる?, Nakitai watashi wa neko o kaburu) (2020; sceneggiatura)
- Maboroshi (アリスとテレスのまぼろし工場?, Arisu to Teresu no Maboroshi Kōjō)(2023; sceneggiatura e regia)
- Fureru (ふれる。?)(2024; sceneggiatura)

### Manga
- Savage Season (2016-2019), soggetto e sceneggiatura
- Sistar Registar (2024-), soggetto e sceneggiatura